# Operación Motorman
Operación Motorman (en inglés: Operation Motorman) es el nombre por el que se conoce a una acción militar llevada a cabo por las fuerzas del Ejército Británico en Irlanda del Norte durante el conflicto norirlandés (conocido eufemísticamente como The Troubles). Dio inicio a las 4:00 del 31 de julio de 1972, con el objetivo era retomar las conocidas como No-go areas, nombre por el que se conoció a las áreas controladas por el IRA Provisional (escisión del Ejército Republicano Irlandés fundada en 1969) en Belfast y Derry, establecidas como secuela de los enfrentamientos que habían tenido lugar el año anterior (ver Batalla del Bogside).

## Desarrollo de la operación

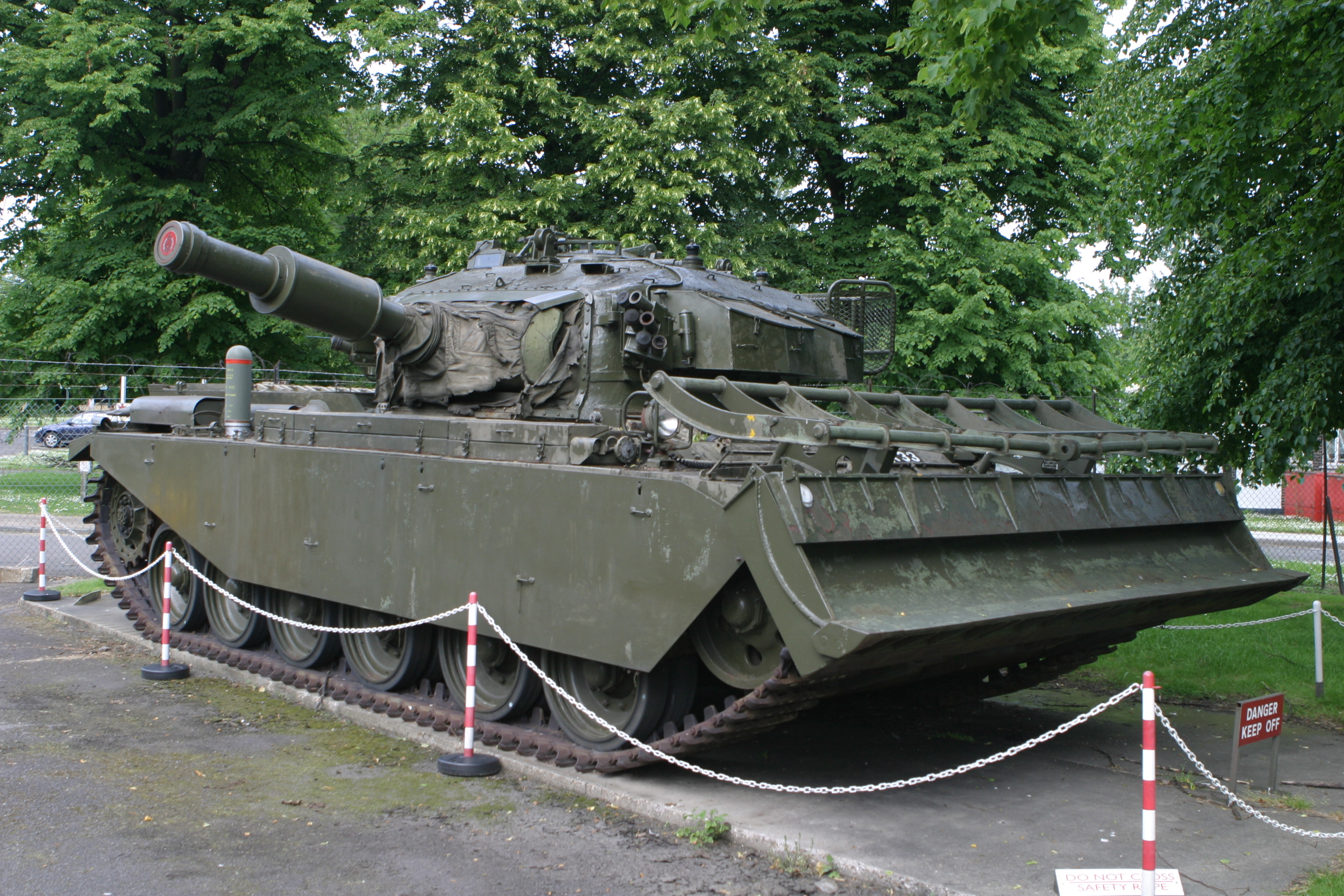
Tanque "Centurion AVRE" utilizado en la operación Motorman

El Ejército Británico utilizó en esta acción casi 22.000 soldados, 27 batallones de infantería y dos batallones acorazados, con el apoyo de 5.300 hombres del Regimiento de Defensa del Úlster (UDR, en sus siglas en inglés). Entre los vehículos utilizados lo fueron varios tanques de demolición Centurion AVRE derivados del modelo de carro de combate Centurion. Estos fueron los únicos carros pesados que desplegó el Ejército Británico durante las tres décadas del conflicto norirlandés. Los tanques habían sido transportados al Úlster sobre lanchas de desembarco modelo HMS Fearless, y se utilizaron con los cañones de demolición apuntando hacia atrás y cubiertos por lonas.
El IRA Provisional no intentó mantener los territorios que controlaba, consciente de la falta de efectivos y armamento necesarios para una confrontación directa con el ejército. Éste empleó en la operación un número aplastante de tropas (aproximadamente el 4% del total de sus efectivos). Al final del día ya no había áreas urbanas "no-go" propiamente dichas en Irlanda del Norte, pero el ejército continuó siendo cauteloso en sus operaciones en áreas tales como el oeste de Belfast (apodado como el Salvaje Oeste) y el área de New Lodge, también en la capital, así como el barrio del Bogside en Derry. En Derry aún se puede observar, en el muro que un día perteneció a una casa derribada, la leyenda "Está usted entrando en el Derry Libre" (You are now entering Free Derry), testimonio de aquellos días.

## Muertes y consecuencias
Durante la Operación Motorman el adolescente de 15 años Daniel Hegarty murió a consecuencia de los disparos del ejército británico en Creggan, cuando estaba junto a sus primos, que también resultaron heridos de bala. En agosto de 2007, el Ministerio de Defensa británico aceptó que "Daniel era inocente y que las referencias que lo definían como terrorista eran inexactas."
El conocido miembro del IRA Seamus Bradley, de 19 años, fue también alcanzado por disparos poco después del incidente, en las mismas circunstancias. Recibió un proyectil en la pierna y se desangró hasta morir mientras estaba bajo custodia de las tropas británicas.
Unas horas más tarde del éxito de la Operación Motorman, tres coches-bomba explotaron en el centro de la ciudad de Claudy, en el condado de Londonderry, matando a nueve personas, cinco de ellas católicas y cuatro protestantes. El motivo de dichos ataques nunca fue conocido, y ningún grupo reivindicó su autoría, aunque las sospechas aún recaen en el IRA.